# 1796
Cette page concerne l'année 1796  du calendrier grégorien. Pour l'année 1796 av. J.-C., voir 1796 av. J.-C.
L'année 1796 est une année bissextile qui commence un vendredi.

## Événements
- 9 février : début du règne de Jiaqing, empereur Qing de Chine après l'abdication de son père Qianlong (fin en 1820)[1].
- 15 février : capitulation de Colombo. Les Britanniques prennent Ceylan (Sri Lanka) aux Néerlandais[2].
- 16 février : les Britanniques s'emparent d'Amboine[2].
- Février : début de la rébellion du « Lotus blanc » dans les montagnes entre le Sichuan, le Shanxi et le Hubei (1796-1804)[3]. Cette société secrète compte de nombreux paysans que les corvées et la dure exploitation imposée par les Qing poussent à la révolte.

- 3 mars : le roi du Cambodge Ang Eng se rend à Bangkok pour réclamer la restitution des provinces occidentales de son pays par le Siam, confiant la régence au mandarin khmer Pok. Il rentre déçu le 5 mai et meurt sept mois après. Pok exerce la régence de son fils Ang Chan II jusqu’en 1806, chargé par le Siam de veiller aux intérêts siamois au Cambodge[4].
- 8 mars : les Britanniques s'emparent des îles Banda[2].

- 1er mai : en République batave, les directeurs abandonnent l’administration de la Compagnie néerlandaise des Indes orientales à un « Comité pour les affaires orientales » nommés par le gouvernement[5].

- 1er juin : le Tennessee devient le seizième État de l'union américaine[6].

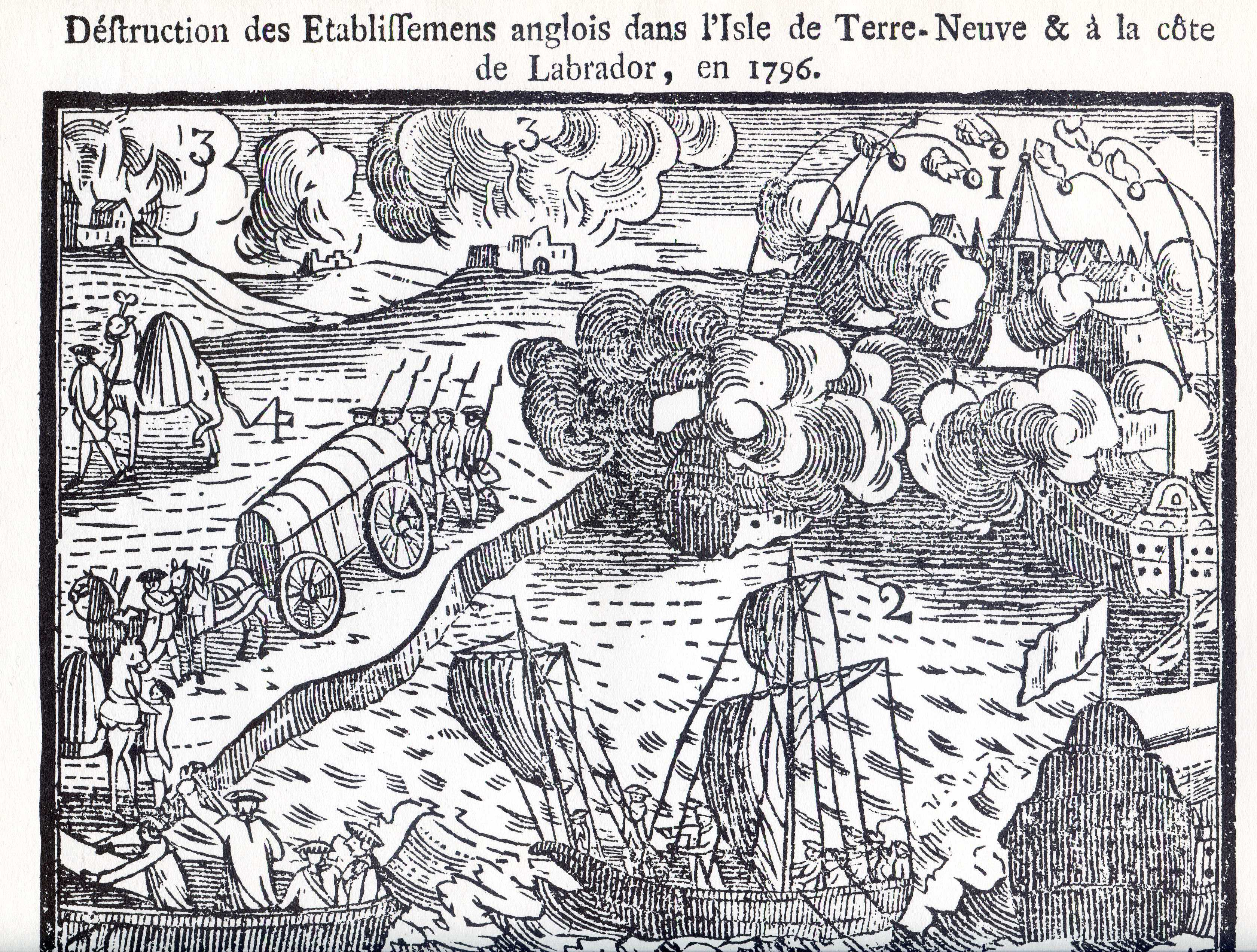
28 août : attaque française sur la colonie anglaise de Terre-Neuve.

- 28 août : attaque française de Joseph de Richery sur les établissements anglais de Terre-Neuve[7].

- Septembre : le général Benoît de Boigne, qui dirigeait l’armée du Grand Moghol, rentre en Savoie[8]. La guerre civile qui s’ensuit favorise les entreprises des Britanniques, le peshwa des Marathes se plaçant sous leur protection.
- 17 septembre : George Washington refuse de se présenter pour un troisième mandat de président des États-Unis[9].

- 4 novembre : traité de Tripoli entre les États-Unis et la régence de Tripoli à Tripoli[10].
- Novembre, Soudan : Mourad Bey, chef de facto de l’Égypte, et Carlo Rosetti, consul de Venise enrichi par le trafic négrier, organisent une expédition vers le Darfour ; chargée en théorie d’aider le sultan à moderniser l’équipement de son armée, elle et destinée à servir de tête de pont pour une invasion en bonne et due forme, qui ne peut se faire[11].

- 7 décembre : John Adams est élu deuxième président des États-Unis par le collège électoral des États-Unis[12].

- Madagascar : Nampoina s’empare de Tananarive après deux tentatives infructueuses. Il en chasse le roi Andrianamboatsimarofy et refait l’unité de l’Imerina (1805)[13]. Après avoir organisé son royaume, il se lance à la conquête des territoires voisins. Il intervient dans le domaine économique en favorisant la création de rizières, notamment dans le marais de Betsimitatatra qui est mis en culture en une douzaine d’années.

- L'armée  de l'Almamy du Fouta-Toro Abdoul Kader Kane est écrasée à la bataille de Bungoy par celle du damel du Cayor[14].

### Europe
- 8 février : nomination par la France d’un consul en Valachie chargé d’y propager les idées révolutionnaires[15].

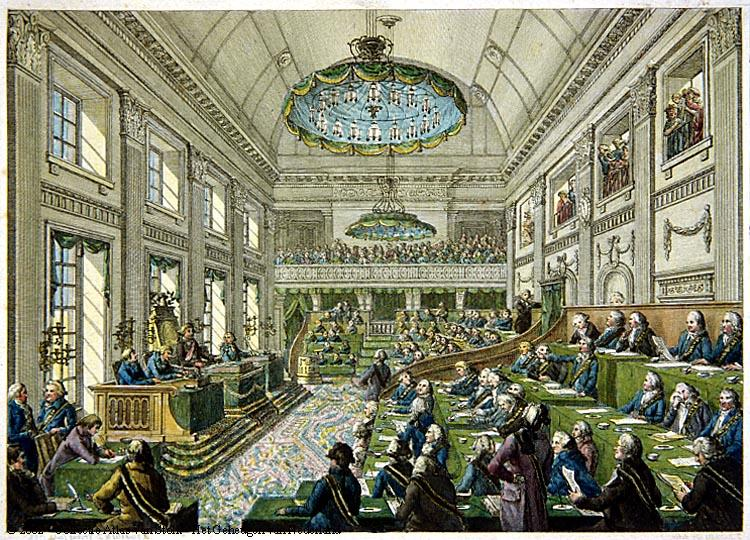
Mars : assemblée nationale en république batave.

- 1er mars : première réunion de l’assemblée nationale en république batave[16]. Majorité fédéraliste et modérée dominée par les professions libérales. Égalité civique reconnue à toutes les confessions et séparation de l’Église et de l’État.
- 2 mars : le Directoire remplace Schérer par Bonaparte à la tête de l'Armée d'Italie[17]. Cinq armées françaises se déploient pour éliminer l’Autriche et s’assurer définitivement la possession de la rive gauche du Rhin. Sambre-et-Meuse commandée par Jourdan et Rhin-et-Moselle par Moreau doivent marcher sur Vienne par l’Allemagne du Sud. Kellerman dans les Alpes, Bonaparte en Italie, Hoche en Grande-Bretagne ou en Irlande sont chargés de manœuvres de diversions.

- 11 avril : début de la campagne d’Italie[17].
- 14 mai : le médecin anglais Edward Jenner réalise la première vaccination sur un enfant avec du pus de variole des vaches ou vaccine, qui l'immunise contre la variole, injecté trois mois plus tard[18].
- 15 mai : traité de Paris, la Maison de Savoie cède le duché de Savoie, le comté de Nice, Tende et Breuil à la France[17].
- 21 mai : rupture de l'armistice sur le Rhin. Les offensives de Jourdan et Moreau, stoppées en mai, se développent[19] : Moreau marche vers Munich tandis que Jourdan passe le Rhin à Cologne, s’empare de Francfort (17 juillet[19]) et entre en Bohême (août).
- 25 mai - 29 juin : élections générales au Royaume-Uni[20].

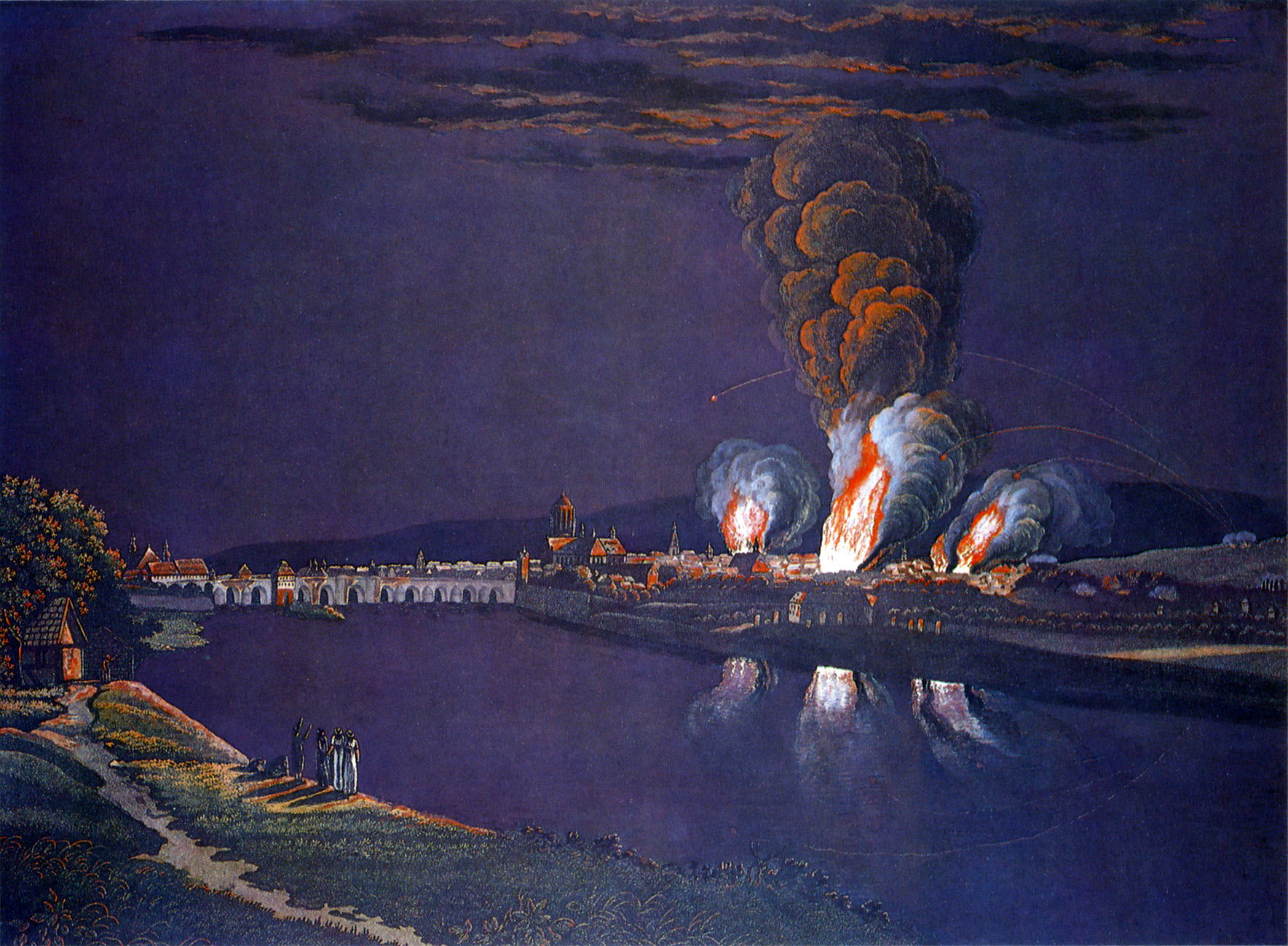
13 juin : bombardement de Francfort-sur-le-Main par les Français

- 10 juillet : les Britanniques occupent l'île d'Elbe[21].

- 18 août : alliance de l'Espagne avec le Directoire, au traité de Saint-Ildefonse renouvelé en 1800[22].

- 30 septembre, Paris : après la disparition de l’état polonais, le général Dombrowski (1755-1818) émigre en France où il fonde les « légions polonaises » qui participeront à la campagne d’Italie et défendront le grand-duché de Varsovie contre les Autrichiens[23].
- Septembre - octobre : en Allemagne, Jourdan et Moreau, qui ne peuvent faire leur jonction, sont battus séparément et doivent ramener leurs armées sur le Rhin[21].

- 16 octobre : Bonaparte crée à Reggio la Confédération cispadane, comprenant Modène et les Légations occupées par l’armée française[24].

- 7 décembre : combat de Mainbourg[25].

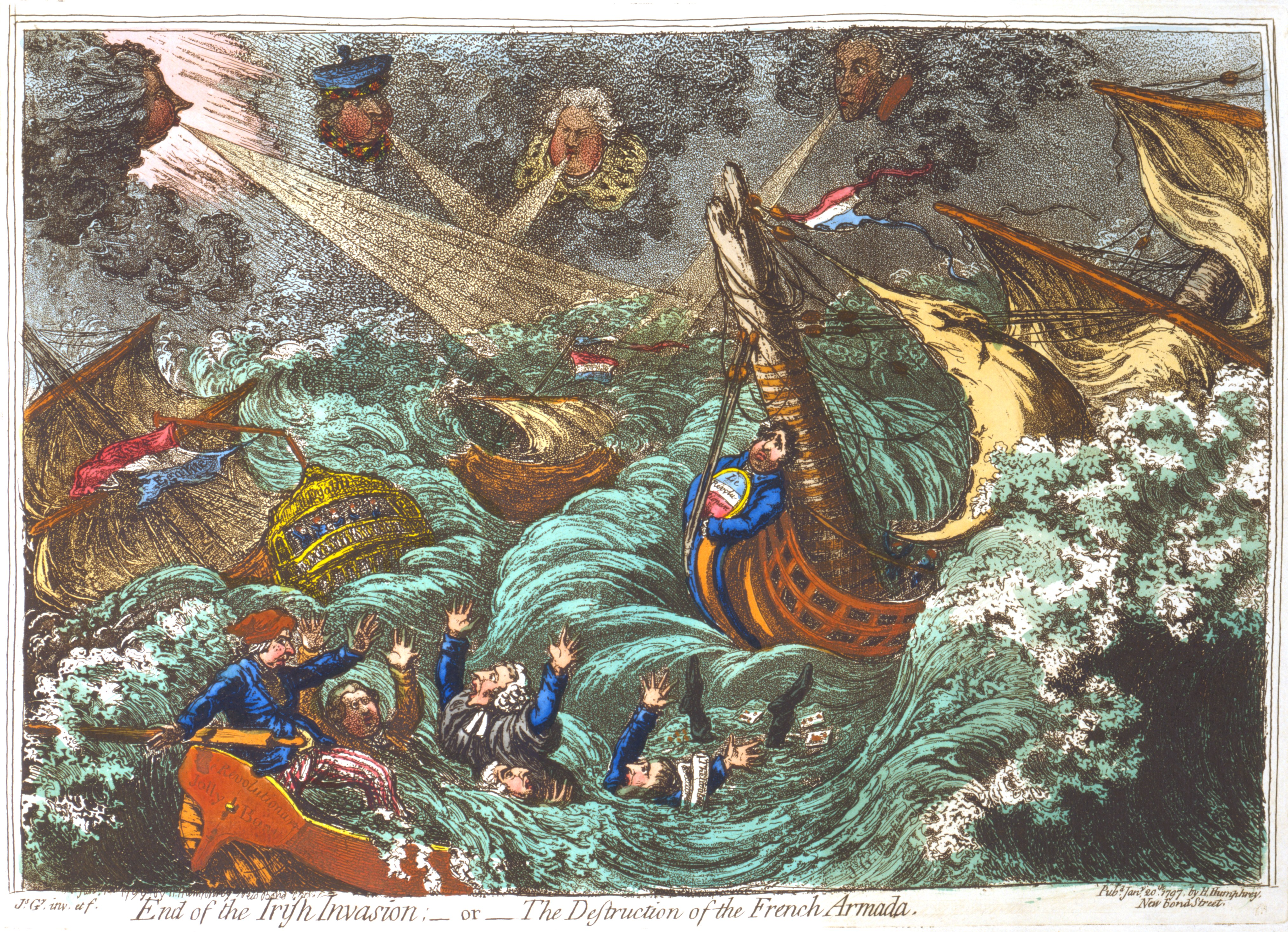
16 décembre : échec de l’expédition d’Irlande). Caricature de James Gillray publiée le 20 janvier 1797.

- 15 - 30 décembre : expédition d'Irlande[26]. Début d'une révolte en Irlande, soutenue par la France (fin en 1798). La France renonce au débarquement en Irlande et Hoche remplace Jourdan au commandement de l’armée de Sambre-et-Meuse.

- Galicie : formation d’une conjuration galicienne par le truchement des loges maçonniques. Elle envoie un émissaire à Paris pour prendre contact avec le Directoire[27].

#### Russie
- 14 avril, Kizliar : début de l'expédition russe en Perse de 1796. Une armée russe conduite par Valérien Zoubov passe le Terek[28].

- 10 mai : prise de Derbent par les Russes[28].

- 13 juin : prise de Bakou par les Russes[29].

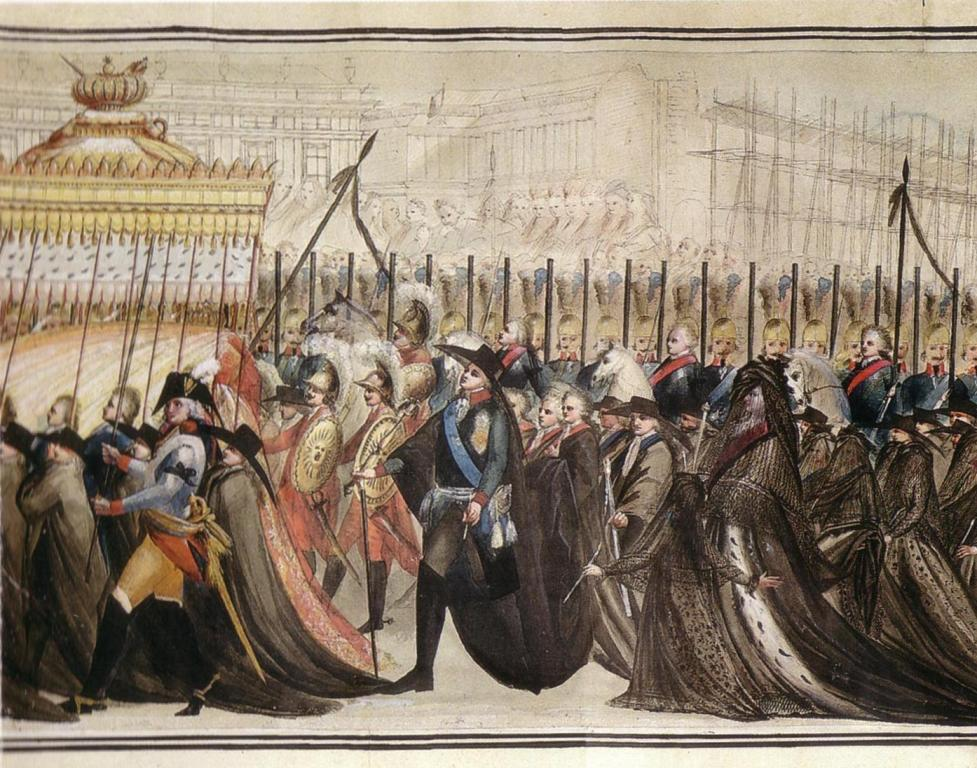
2/13 décembre : secondes funérailles de Pierre III de Russie. Paul Ier réhabilite son père écarté du trône en 1762.

- 6[30]/17 novembre : mort de Catherine II de Russie ; début du règne de Paul Ier, tsar de Russie (fin en 1801)[31].
  - À l’avènement de Paul Ier, les détenus de la Chancellerie secrète sont libérés. Amnistie générale pour tous les fonctionnaires sous le coup de poursuites judiciaires. Novikov est libéré, Radichtchev rappelé d’exil. Les anciennes institutions de Livonie et d’Estonie, supprimées par Catherine II de Russie, sont rétablies[32].
- 8[30]/19 novembre : l’absentéisme des nobles servant dans les régiments de la Garde est sanctionné.
- 10[30]/21 novembre : révocation de la levée extraordinaire de dix recrues par mille[32], décrétée récemment par Catherine en août.
- 19[30]/30 novembre : 
  - douze mille Polonais détenus à Saint-Pétersbourg depuis 1795 sont libérés[32].
  - décret rétablissant tous les collèges supprimés par Catherine II[32].

- 23 novembre[30]/4 décembre : rappel de l’armée envoyée en Perse par Catherine II[32].
- 27 novembre[30]/8 décembre : décret autorisant le recours en justice « des personnes revendiquant leur liberté »[32].
- 29 novembre[30]/10 décembre : publication de trois nouveaux règlements militaires copiés sur les règlements prussiens[32].
- 4 [30]/15 décembre : création d’un ministère du Trésor[32].
- 10[30]/21 décembre : l’impôt en nature est remplacé, selon le vœu des paysans, par une redevance en argent[32].
- 26 décembre : exil de la princesse Ekaterina Romanovna Dachkova[33].

## Naissances en 1796
- 17 janvier : 
  - Mathieu Leclercq, juriste et homme politique belge († 15 mars 1889).
  - Jacques-Antoine Moerenhout, ethnologue et consul († 11 juillet 1879)[34].
- 18 janvier : Charles de Brouckère, homme politique belge († 20 avril 1860).
- 20 janvier : Césaire Mathieu, cardinal français, archevêque de Besançon († 9 juillet 1875).

- 2 février : François Vincent Latil, peintre français († 4 mars 1890).
- 3 février :
  - Jean-Thiébaut Géhin, chef d'entreprise et homme politique français († 5 janvier 1843).
  - Jean-Baptiste Madou, peintre, illustrateur, lithographe et aquafortiste belge († 3 avril 1877).
- 5 février : Johannes von Geissel, cardinal allemand, archevêque de Cologne († 8 septembre 1864).
- 7 février : 
  - Adolphe Quetelet, scientifique belge († 17 février 1874).
  - Michael Thonet, dessinateur de meubles autrichien († 3 mars 1871).
- 10 février : Henry de La Beche, géologue britannique († 13 avril 1855).
- 20 février : Lázár Mészáros, homme politique hongrois († 16 novembre 1858).
- 24 février : Sébastien Norblin, peintre français († 18 août 1884).

- 27 mars :
  - Claude Bonnefond, peintre et lithographe français († 27 juin 1860).
  - Gregorio José Ramírez y Castro, homme politique costaricien († 4 décembre 1823).

- 3 avril : Edward Livingston, homme politique américain († 16 juin 1840).

- 8 mai : Jean-Baptiste Meilleur, médecin, homme politique, journaliste et professeur canadien († 6 décembre 1878).
- 12 mai : Johann Baptist Isenring, peintre, graveur et daguerréotypiste suisse († 9 avril 1860).
- 20 mai : Pierre-Antoine Verwilghen, entrepreneur et homme politique belge († 23 décembre 1846).

- 12 juin : Mary Grimstone, poétesse et romancière britannique († 4 novembre 1869)

- 6 juillet : Nicolas Ier, tsar de Russie de 1825 à 1855 († 2 mars 1855).
- 26 juillet :
  - George Catlin, peintre américain († 23 décembre 1872).
  - Jean-Baptiste Corot, peintre français († 22 février 1875).
  - Lizinska de Mirbel, miniaturiste française († 31 août 1849).

- 21 août : Asher Brown Durand, peintre et graveur américain († 17 septembre 1886).
- 30 août : Julien Léopold Boilly, peintre et lithographe français († 4 juin 1874).

- 5 septembre : Théodore Verhaegen, avocat et homme d'État belge († 8 décembre 1862).
- 19 septembre : Richard Harlan, médecin, zoologiste et paléontologue américain († 30 septembre 1843).
- 20 septembre : Michel-Philibert Genod, peintre français († 27 juillet 1862).

- 4 octobre : August Wilhelm Bach, compositeur et organiste allemand († 15 avril 1869).

- 11 octobre : August Wilhelm Julius Ahlborn, peintre allemand († 24 août 1857).
- 12 octobre : Pierre Corneille Van Géel, prêtre catholique romain du sud des Pays-Bas, botaniste et lithographe († 15 mars 1838).

- 6 novembre : Léopold II, prince de Lippe de 1802 à 1851 († 1er janvier 1851).
- 30 novembre : Carl Loewe, compositeur, pianiste, organiste, chef d'orchestre, chanteur, professeur et scientifique allemand († 20 avril 1869).

- 2 décembre :  : Ödön Beöthy, politique hongrois († 7 décembre 1854).
- 19 décembre : Joan Aulí, organiste et compositeur espagnol († 10 janvier 1869).
- 25 décembre : Juan Esteban Pedernera, homme politique espagnol puis argentin († 1er février 1886).

- Date précise inconnue :
  - Ang Duong, roi du Cambodge († 19 octobre 1860).
  - Jacob Petit, fabricant de porcelaine français († 5 décembre 1868).
  - Michael Joseph Quin, journaliste irlandais († 19 février 1843).
  - Konstantínos Zográfos, médecin, homme politique et diplomate grec († 1856).

## Décès en 1796
- 4 janvier : Johann Gottfried Fulde, musicien et pasteur évangélique du Saint-Empire romain germanique (° 21 septembre 1718).

- 17 février : William Chambers, architecte écossais (° 23 février 1723).
- 26 février :  Jacob Jordan, homme politique canadien (° 19 septembre 1741).

- 6 mars : Guillaume-Thomas Raynal, écrivain, penseur et prêtre français (° 12 avril 1713).
- 29 mars : François Athanase Charette de la Contrie, militaire français et général royaliste (° 2 mai 1763)

- 2 avril :
  - Agostino Brunias, peintre italien (° vers 1730).
  - Ulrika Pasch, peintre suédoise (° 10 juillet 1735).
- 23 avril : Theodor Gottlieb von Hippel l'Ancien, haut fonctionnaire et philosophe prussien (° 31 janvier 1741).

- 4 mai : Daniel Carroll, homme politique américain (° 22 juillet 1730).

- 21 juillet : Robert Burns, poète écossais (° 25 janvier 1759).

- 3 septembre : Louis Jean-Jacques Durameau, peintre français (° 5 octobre 1733).
- 21 septembre : François Séverin Marceau, général français de la Révolution (° 1er mars 1769).

- 6 novembre : Catherine II, tsarine de Russie (° 2 mai 1729).
- 12 novembre : Margareta Christina Giers, peintre suédoise (° 1731).

- 23 décembre : Joseph Melling, peintre d'origine lorraine (° 27 décembre 1724).

- Date inconnue :
  - Francesco Battaglioli, peintre italien (° 1725).
  - Dimitrije Popović, peintre serbe (° 1738).